# Santa Catarina do Fogo (concelho de Cabo Verde)
| Santa Catarina Concelho de Santa Catarina do Fogo |                          |
| \| \| \| \| (Bandeira) \| (Brasão) \|             |                          |
| Localização do Santa Catarina                     |                          |
| Gentílico                                         |                          |
| Ilha                                              | Fogo                     |
| Sede                                              | Vila da Cova Figueira    |
| Freguesias                                        | Santa Catarina do Fogo   |
| População                                         | 5299                     |
| Fundação                                          | 2005 por .               |
| Dia do Município                                  | 25 de Novembro           |
| Cód. CGN-CV                                       | 82?                      |
| Cód. ISO                                          | CV-SF?                   |
| Bandeira do Santa Catarina                        | Brasão do Santa Catarina |
| (Bandeira)                                        | (Brasão)                 |

Santa Catarina do Fogo é um concelho/município de Cabo Verde, na ilha do Fogo.
O Dia do Município é 25 de novembro, data que coincide com a celebração de Santa Catarina.
Desde 2008, o município da Santa Catarina do Fogo é governado pelo Partido Africano para a Independência de Cabo Verde.

## Freguesias
O concelho de Santa Catarina do Fogo é constituído apenas por uma freguesia, Santa Catarina do Fogo.

## Estabelecimentos
- Cova Figueira

## História
Foi criado em 2005, quando uma freguesia do antigo Concelho de São Filipe foi separada para formar o Concelho de Santa Catarina do Fogo.

## Demografia
| População de Santa Catarina do Fogo (concelho de Cabo Verde) (1940–2010) | População de Santa Catarina do Fogo (concelho de Cabo Verde) (1940–2010) | População de Santa Catarina do Fogo (concelho de Cabo Verde) (1940–2010) | População de Santa Catarina do Fogo (concelho de Cabo Verde) (1940–2010) | População de Santa Catarina do Fogo (concelho de Cabo Verde) (1940–2010) | População de Santa Catarina do Fogo (concelho de Cabo Verde) (1940–2010) | População de Santa Catarina do Fogo (concelho de Cabo Verde) (1940–2010) | População de Santa Catarina do Fogo (concelho de Cabo Verde) (1940–2010) |
| ------------------------------------------------------------------------ | ------------------------------------------------------------------------ | ------------------------------------------------------------------------ | ------------------------------------------------------------------------ | ------------------------------------------------------------------------ | ------------------------------------------------------------------------ | ------------------------------------------------------------------------ | ------------------------------------------------------------------------ |
| 1940                                                                     | 1950                                                                     | 1960                                                                     | 1970                                                                     | 1980                                                                     | 1990                                                                     | 2000                                                                     | 2010                                                                     |
| —                                                                        | —                                                                        | —                                                                        | —                                                                        | 3700                                                                     | 4481                                                                     | 4796                                                                     | 5299                                                                     |

## Municípios geminados
- Vila Nova da Barquinha, Portugal
- Miranda do Corvo, Portugal

|                   | Norte: Mosteiros       |                         |
| Oeste: São Filipe | Santa Catarina do Fogo | Leste: Oceano Atlântico |
|                   | Sul: Oceano Atlântico  |                         |